# Buzzard
Buzzard — морське будівельне судно, яке брало участь у спорудженні ряду відомих мостів, а також у роботах на кількох офшорних вітрових електростанціях.

## Характеристики
Судно спорудили у 1982 році на нідерландській верфі De Biesbosch Holland. До 1993 року воно діяло під назвою Stork, після чого змінило найменування на Buzzard (також певний період часу в 2004—2005 роках використовувалось як JB-106).
За своїм архітектурно-конструктивним типом судно відноситься до самопідіймальних (jack-up) та має чотири опори довжиною по 65 метрів, що дозволяє працювати в районах з глибинами моря до 40 метрів. Робоча палуба площею 900 м2 може прийняти 1300 тон вантажу (максимум 10 тон/м2). На борту судна забезпечується розміщення 32 осіб.

## Завдання судна

### Будівництво мостів
У 1990-х роках Buzzard взяв участь в спорудженні західної частини моста через Великий Бельт, провадячи підготовку площадок під кесони опор.
В тому ж десятилітті судно задіяли для бетонних робіт при спорудженні канадського Моста Конфедерації через Нортумбрійську протоку.

### Офшорна вітроенергетика
Першим завдання для судна в галузі офшорної вітроенергетики стали роботи 2002 року в Північному морі на данській станції Горнс-Ріф. Тут було необхідно спорудити 80 монопальних фундаментів (палі діаметром 4 метри на глибину 22—24 метра під морське дно), для чого первісно планували задіяти самопідіймальне судно Jumping Jack, котре б могло брати на борт одразу 10 комплектів. Проте цю новобудову не змогли завершити в строк, тому довелось законтрактувати Buzzard, яке брало за рейс лише один комплект фундаменту. Втім, розпочавши роботу в кінці березня, судно впоралось із завданням вже до 1 серпня.
В 2008 році Buzzard здійснило монтаж шести вітрових агрегатів на першій черзі бельгійської ВЕС Торнтон-Банк. А через три роки воно повернулось сюди для спорудження 196 паль під решітчаті опори («джекети») 48 турбін та трансформаторної підстанції.
В 2009-му судно спорудило 24 палі під «джекети» шести турбін на німецькій станції Альфа-Фентус у Північному морі.
Наступного року Buzzard облаштував 124 сваї (по 4 для кожного із 30 агрегатів плюс для трансформаторної станції) на британській ВЕС Ормонд в Ірландському морі біля узбережжя Камбрії.

### Будівництво портових терміналів
В 2007 році Buzzard брав участь у спорудженні причального комплексу найбільшого британського терміналу для імпорту зрідженого природного газу Соуз Хук, спорудженого на узбережжі Ірландського моря в Пембрукширі.
В 2012 році судно задіяли у масштабному проекті розширення австралійського вугільного терміналу Hay Point (третій причальний комплекс).

### Інші завдання
В 2003 році Buzzard разом з іншим самопідіймальним судном Vagant провадив роботи по розрізанню корпусу автомобілевозу Tricolor, який затонув в Ла-Манші біля гавані Дюнкерку.